# Daniel Hoeffel

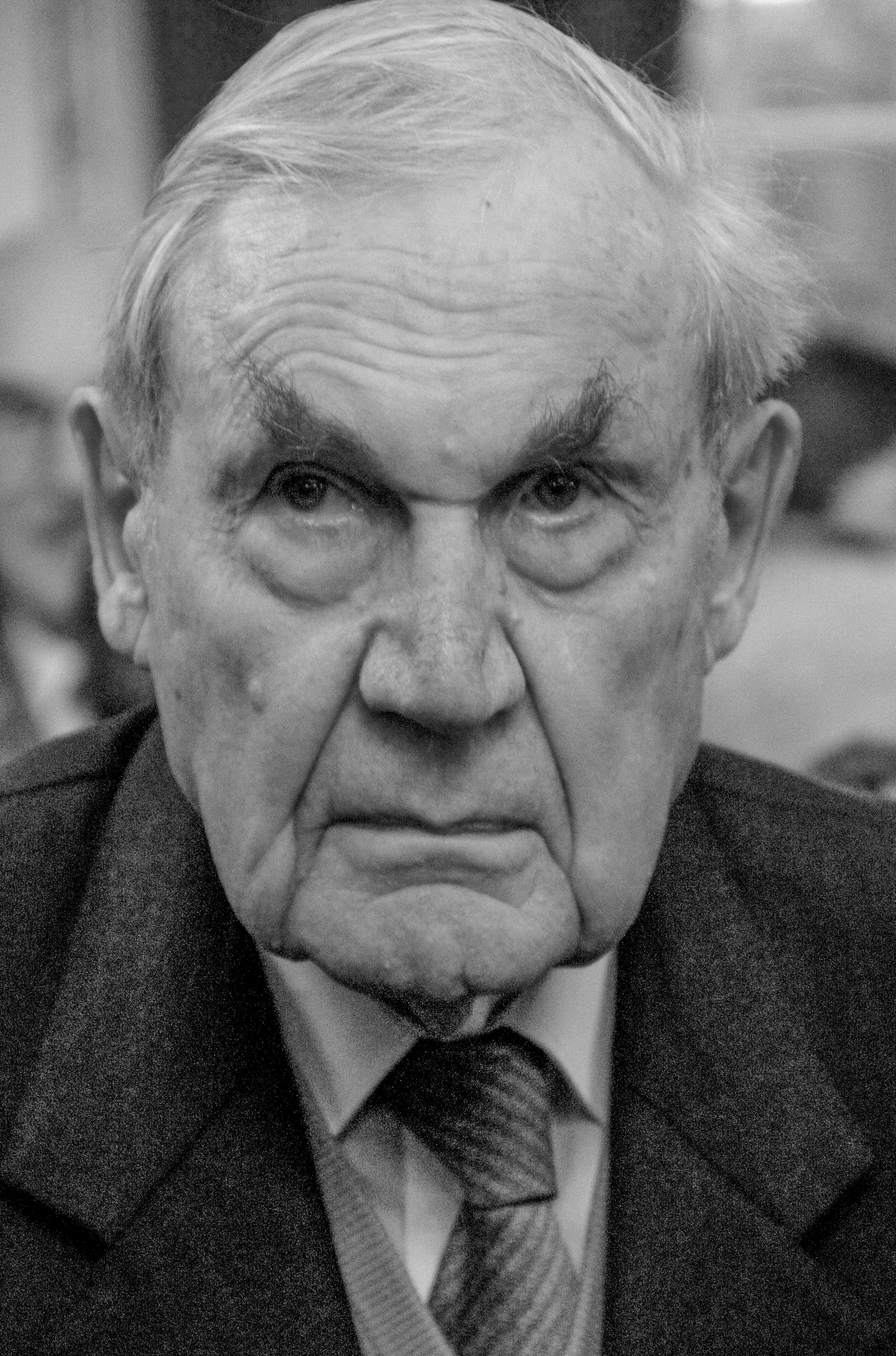
Daniel Hoeffel (2013)

Daniel Hoeffel (* 23. Januar 1929 in Straßburg) ist ein ehemaliger französischer Politiker aus dem Elsass des Centre des démocrates sociaux (CDS), der Union pour la démocratie française (UDF) sowie zuletzt der Union pour un mouvement populaire (UMP). Er war 1977–1978, 1981–1993 und 1995–2004 Mitglied des französischen Senats sowie von 1980 bis 1981 Verkehrsminister.

## Herkunft und Bildung
Daniel Hoeffel ist ein Großneffe des Reichstagsabgeordneten der Freikonservativen Partei Johannes Hoeffel (1850–1939) sowie älterer Bruder des evangelischen Pastors Michel Hoeffel. Er absolvierte ein Studium am Institut d’études politiques de Strasbourg (Sciences Po Strasbourg), das er mit einem Diplom abschloss.

## Politische Karriere

### Kommunal- und Regionalpolitik
Seine politische Laufbahn begann er für das christdemokratische Centre des démocrates sociaux (CDS) in der Kommunalpolitik. Als Nachfolger seines Vaters Robert Hoeffel war er von 1965 bis zu seinem Rücktritt 2008 Bürgermeister der elsässischen Gemeinde Handschuheim bei Straßburg. Seine Nachfolgerin im Bürgermeisteramt war seine Tochter Dominique Hoeffel-Keil.
1979 wurde er ferner als Nachfolger von Robert Grossmann Mitglied des Generalrates des Département Bas-Rhin und vertrat in diesem bis zu seiner Ablösung durch Jean-Philippe Maurer 1998 den Kanton Strasbourg-7. Zugleich wurde er als Nachfolger von André Bord Präsident des Generalrates des Département Bas-Rhin und hatte auch dieses Amt bis 1998 inne, worauf Philippe Richert sein dortiger Nachfolger wurde. In dieser Zeit engagierte er sich auch als Präsident des Vereins zur Entwicklung der Informationstechnologie in Rhône-Alpes (Association pour le développement de l’informatique en Rhône-Alpes).
Als Bürgermeister von Handschuheim war er vom 16. Dezember 1999 bis 2008 auch Präsident der Communauté de communes Ackerland, eine interkommunale Interessengemeinschaft der Gemeinden Furdenheim, Handschuheim, Hurtigheim, Ittenheim und Quatzenheim. Als Nachfolger von Jean-Paul Delevoye wurde er 2002 außerdem Präsident der Vereinigung der Bürgermeister von Frankreich AMF (Association des maires de France), das er bis zu seiner Ablösung durch Jacques Pélissard 2004 innehatte.

### Senator
Am 25. September 1977 wurde Hoeffel erstmals Mitglied des Senats, dem er für das Département Bas-Rhin angehörte. Zu Beginn seiner Senatszugehörigkeit war er zuerst Mitglied des Ausschusses für Auswärtige Angelegenheiten, Verteidigung und Streitkräfte (Commission des affaires étrangères, de la défense et des forces armées) sowie danach vom 18. Oktober 1977 bis zum 5. Mai 1978 Mitglied des Ausschusses für Finanzen, Haushaltskontrolle und Volkswirtschaftliche Gesamtrechnung der Nation (Commission des finances, du contrôle budgétaire et des comptes économiques de la nation). Am 5. Mai 1978 legte er sein Parlamentsmandat nieder, da es nicht mit seinem Regierungsamt als Staatssekretär vereinbar war.
Nach seinem Ausscheiden aus dem Kabinett wurde er am 27. September 1981 für die Union pour la démocratie française (UDF) im Département Bas-Rhin wieder zum Mitglied des Senats gewählt und gehörte diesem nunmehr nach seiner Wiederwahl am 28. September 1986 bis zum 29. April 1993 an. Während seiner neuerlichen Senatszugehörigkeit war er zwischen dem 8. Oktober 1981 und dem 29. Mai 1993 Mitglied des Rechtsausschusses (Commission des lois).
Nach seinem Ausscheiden aus dem Kabinett wurde Hoeffel am 24. September 1995 wieder als Vertreter des Département Bas-Rhin zum Mitglied des Senats gewählt. Daraufhin wurde er am 5. Oktober 1995 wieder Mitglied des Rechtsausschusses beziehungsweise ab 2003 des Ausschusses für Verfassungsrecht, Gesetzgebung, Allgemeines Wahlrecht, Rechtsordnungen und allgemeine Verwaltung (Commission des lois constitutionnelles, de législation, du suffrage universel, du Règlement et d’administration générale). Zudem wurde er am 3. Oktober 2001 auch zum Vizepräsidenten des Senats gewählt. Er wechselte 2002 zur neuen Mitte-rechts-Sammelpartei Union pour un mouvement populaire (UMP). Nachdem er nicht wiedergewählt worden war, endete seine Mitgliedschaft im Senat am 30. September 2004. 

### Regierungsämter
Am 4. Mai 1978 übernahm Hoeffel im Kabinett Barre III zuerst das Amt als Staatssekretär beim Minister für Gesundheit und Familie (Secrétaire d'État auprès du ministre de la santé et de la famille) und bekleidete dieses Amt bis zum 2. Oktober 1980.
Im Zuge einer Umbildung des Kabinetts Barre III löste Daniel Hoeffel am 2. Oktober 1980 Joël Le Theule als Verkehrsminister (Ministre des transports) ab und bekleidete dieses Ministeramt bis zum 14. Mai 1981.
Am 30. März 1993 wurde Hoeffel im Kabinett Balladur Beigeordneter Minister für Raumplanung und Kommunalbehörden beim Minister für Inneres und Raumplanung (Ministre délégué auprès du ministre d'État, ministre de l’intérieur et de l’aménagement du territoire, chargé de l’aménagement du territoire et des collectivités locales) und hatte dieses Amt bis zum 11. Mai 1995 inne.

## Auszeichnungen
1995 wurde ihm der Verdienstorden des Landes Baden-Württemberg sowie 1997 der Verdienstorden des Landes Rheinland-Pfalz verliehen. 